# اينوك لينكولن
اينوك لينكولن (بالإنجليزية: Enoch Lincoln) (و. 1788 – 1829 م) هو سياسي، ومحام من الولايات المتحدة الأمريكية ولد في ورسستر، ماساتشوستس.
وهو عضو في الحزب الجمهوري الديمقراطي .

## التعليم
تعلم في جامعة هارفارد.